# Strada nazionale 1 (Algeria)
La strada nazionale 1 (in francese: Route nationale 1), abbreviato RN1 o N1, chiamata anche Transahariana, è una delle principali strade dell'Algeria.
Ha origine nella capitale Algeri e si sviluppa verso sud per 2.335 km attraversando, prima la catena montuosa dell'Atlante, e poi il deserto del Sahara per andare a terminare sul confine tra l'Algeria e il Niger presso la cittadina di In Guezzam. Delle tre statali principali con direttrice nord-sud (insieme alla N3 e la N6) che attraversano il paese, la N1 è la più lunga.

## Storia
La strada nazionale 1 fu istituita con decreto il 16 luglio 1864 per collegare Algeri a Laghouat con un percorso iniziale di 452 km. Nel corso degli anni molti tratti extraurbani della N1 hanno visto lavori di miglioria e trasformazione. Il primo tratto è rimasto composto da strade urbane della metropoli algerina fino ad incrociare la 1a tangeziale sud di Algeri da dove la statale è stata convertita in un primo tratto di extraurbana principale lunga 7 km che raggiunge l'autostrada A1. Nel tratto Algeri-Chiffa (nei pressi di Blida) la A1 è stata costruita in gran parte sulla sede della N1 mentre tra Chhiffa e Hassi Bahbah la N1 costeggia l'autostrada Nord-Sud.